# 가브리엘 타마슈
가브리엘 세바스티안 타마슈(루마니아어: Gabriel Sebastian Tamaș, 1983년 11월 9일, 루마니아 브라쇼브 ~ )는 루마니아 출신 프로 축구 선수이다. 현재 소속팀은 CS 콘코르디아 키아지나이며 포지션은 주로 센터백이나 라이트백으로도 활약한다.